# Maruša Sagadin

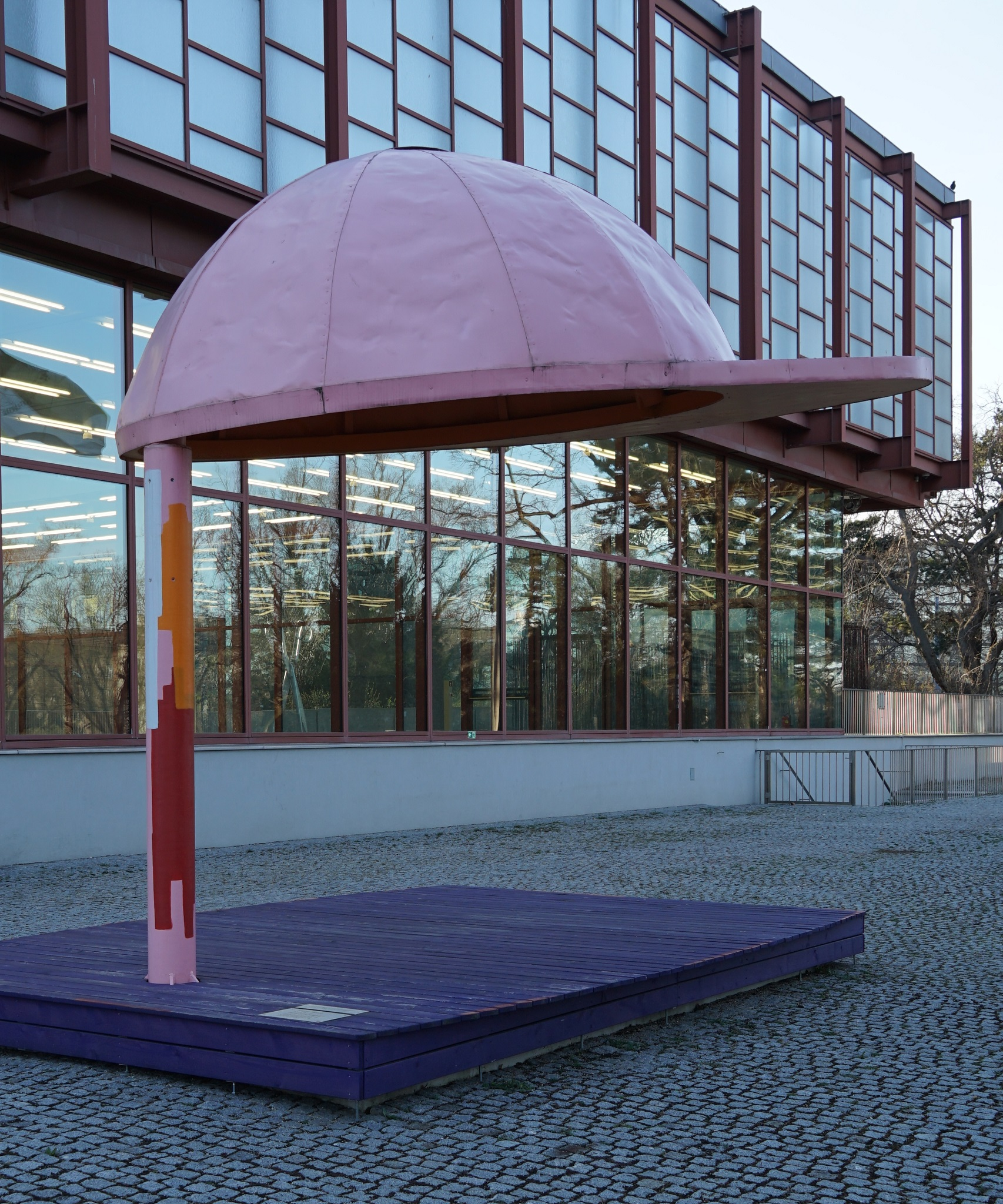
Skulptur und Bühne „B-Girls, Go!“ (Belvedere 21, 2023)

Maruša Sagadin (* 1978 in Ljubljana) ist eine slowenisch-österreichische bildende Künstlerin. Sie lebt und arbeitet in Wien.

## Frühes Leben und Ausbildung
Sagadin wurde in Ljubljana, Slowenien geboren und wuchs dort auf. In frühen Jahren war sie im Leistungssport tätig und absolvierte erfolgreiche Sportkarrieren im Alpinskifahren im damaligen Jugoslawien sowie, nach dem Zerfall Jugoslawiens und einem Umzug nach Österreich, als Basketballspielerin für die Österreichische Bundesliga der Frauen und für die österreichische Nationalmannschaft.
Zwischen 1997 und 2004 studierte sie Architektur an der Technischen Universität Graz, zwischen 2005 und 2010 studierte sie Performative Kunst und Skulptur an der Akademie der Bildenden Künste Wien. Beide Studien schloss sie mit Diplom ab. Von 2012 bis 2017 war Maruša Sagadin als Universitätsassistentin für Performative Kunst und Skulptur an der Akademie der Bildenden Künste Wien tätig. Im Wintersemester 2023/24 tritt sie eine Gastprofessur am Skulpturendepartment der Akademie der Bildenden Künste Prag an.

## Künstlerisches Schaffen
Maruša Sagadins Zugang zur Bildhauerei ist stark von ihrem Hintergrund als Architektin geprägt: „Mein Schaffen kommt aus der Architektur, wobei ich keinen Lebensraum baue, sondern die Idee der Architektur in etwas Neues übersetze sowie meine Erfahrungen in meinen Projektionen umsetze.“ Der soziale Aspekt von Architektur interessiert sie dabei genauso wie deren Ein- und Ausschlussmechanismen. Sagadin beschäftigt sich in ihren Arbeiten zunehmend mit der Rolle von Geschlechternormen und deren strukturellen Gegebenheiten. Dieses Interesse spiegelt sich in der Materialwahl, den Größenverhältnissen und Farben ihrer Skulpturen.
Ihren Arbeiten sind meist aus Fichtenholz, überzogen mit dicken, farbintensiven Lackschichten. Die Farbe funktioniert im Sinn von Make-up, überdeckt den Untergrund und verändert ihn deutlich, bis ins Übertriebene. Auch Styropor und Beton kommen oft zum Einsatz, klassische Baumaterialien der Architektur. Thematisch fließen Referenzen aus der Hoch- und Popkultur, Musik und Underground sowie biografische und literarische Aspekte mit ein.

## Ausstellungen

### Einzelausstellungen (Auswahl)
- 2023 Schirn Kunsthalle, Frankfurt
- 2022 JesuitenFoyer/Jesuitenkirche, Wien
- 2022 Cukrarna Gallery, Ljubljana
- 2021 Bildraum Bodensee, Bregenz
- 2019 Kunst im öffentlichen Raum (KÖR), Niederösterreich
- 2018 KOENIG2 by_robbygreif / Christine König Galerie, Wien
- 2018 Syndicate, NADA New York City
- 2018/2019 B-Girls, Go!, Kunst im öffentlichen Raum Wien (KÖR Wien)
- 2016 Syndicate, Köln
- 2015 Cultural Center Tobačna 001, Museum and Galleries of Ljubljana (MGML)
- 2015 One Work Gallery, Wien
- 2014 Neue Galerie, Innsbruck
- 2010 Galerie 5020, Salzburg

### Duoausstellungen
- 2022 mit Jacqueline Kiyomi Gork, MAK Center, Mackey Garage Top Gallery, Los Angeles
- 2022 mit Marge Monko, Hobusepea Gallery, Tallinn
- 2021 mit Michael Reindel, WAF Gallery, Wien
- 2020 mit Thomas Reinhold, Christine König Galerie, Wien
- 2020 mit Merete Slyngborg, Vestjyllands Art Pavilion, Dänemark
- 2020 mit Thilo Jenssen, KOENIG2 by_robbygreif, Parallel, Wien
- 2019 mit Lina Lapelyte, with Syndicate, Material Art Fair, Mexiko-Stadt
- 2018 mit Tymek Borowski, Halle für Kunst und Medien, Graz
- 2017 mit Tymek Borowski, ACF Warschau
- 2010 mit Anna Witt, Grazer Kunstverein, Graz

## Preise und Auszeichnungen
- 2023 Förderungspreis des Landes Steiermark für zeitgenössische bildende Kunst[6]
- 2022 Msgr. Otto Mauer Preis
- 2022 Auszeichnung „Die schönsten Bücher Österreichs“ für Maruša Sagadin, A Happy Hippie, Spector Books
- 2019 Österreichisches Staatsstipendium für bildende Kunst
- 2019 Nominierung Dagmar Chobot Skulpturenpreis, Leopold Museum, Wien
- 2016 Viktor Fogarassy Preis, Neue Galerie, Museum Joanneum Graz
- 2015/2016 International Studio and Curatorial Program (ISCP), New York
- 2015 Nominierung Kardinal König Kunstpreis
- 2015 Auszeichnung „Die schönsten Bücher Österreichs“ für ©MMXV Maruša Sagadin, Verlag für Moderne Kunst
- 2014 Artist – in – Europe – Grant, Stadt Graz / Brüssel
- 2011 Förderpreis der Stadt Graz
- 2010/2011 Förderung des Österreichischen Ministeriums für Bildung, Kunst und Kultur
- 2009/2010 MAK Schindler Stipendium, MAK Center for Art and Architecture, Los Angeles
- 2007 Ortung-Stipendium, Salzburg
- 2004 Förderungspreis des Landes Steiermark für zeitgenössische bildende Kunst, Neue Galerie Graz